# Rita
Rita  è un nome proprio di persona italiano femminile.

## Varianti
- Composti: Annarita
- Maschile: Rito[1]

### Varianti in altre lingue
Oltre che in italiano, il nome è attestato nella forma "Rita" anche in molte altre lingue europee, incluse inglese, svedese, norvegese, danese, tedesco, ungherese, spagnolo, lingua portoghese, estone, lettone e lituano; a queste si aggiungono nomi analoghi per formazione come l'afrikaans Retha e il finlandese Reeta o Reetta.

## Origine e diffusione
Si tratta di un ipocoristico del nome Margherita originatosi già durante il Medioevo per aferesi delle sillabe iniziali, che ha ormai assunto valenza di nome indipendente. "Margherita" è tratto dal termine greco antico μαργαριτης (margarites), passato poi al latino margarita, che significa "perla". 
L'affermarsi del nome con valenza autonoma si deve alla vasta popolarità del culto di santa Rita da Cascia, monaca agostiniana e mistica, invocata come taumaturga e santificata nel 1900 da papa Leone XIII; dall'inizio del Novecento inizia in Italia l'ascesa della popolarità del nome, che raggiunge la maggiore diffusione intorno al 1950 (settima posizione nel 1951), in concomitanza con il successo di Rita Hayworth, attrice statunitense di origini spagnole (il cui vero nome era Margarita Cansino), protagonista del film Gilda. Il nome Rita mantenne la sua popolarità per tutti gli anni Sessanta, probabilmente sostenuto dalla simpatia verso la cantante e attrice Rita Pavone. Negli anni Settanta era il diciassettesimo nome più diffuso in Italia con circa duecentoquarantamila occorrenze, una posizione al di sopra di Margherita; da quel momento inizia però il lento declino: si passa dalle 6341 nuove occorrenze del 1950 alle 4223 nel 1967, fino alle 466 del 1994. Per quanto riguarda le differenze regionali, Rita appare distribuito su tutto il territorio italiano, con una leggera prevalenza nel centro-sud e picchi massimi in Umbria (patria della Santa) e in Trentino-Alto Adige.

## Onomastico

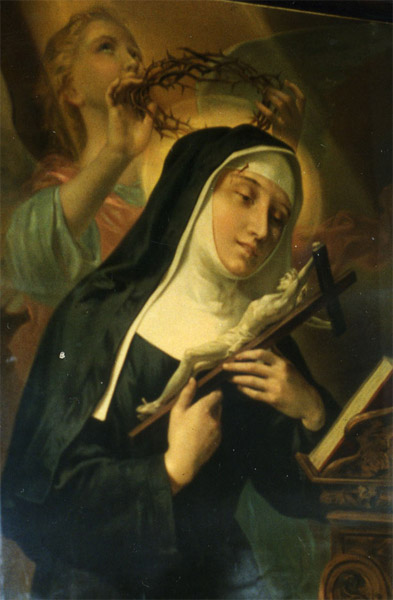
Santa Rita da Cascia

L'onomastico si festeggia in genere il 22 maggio, in onore di santa Rita da Cascia, monaca agostiniana, morta nel 1457, detta "la santa degli impossibili". 
Con questo nome si ricordano anche alcune beate, alle date seguenti:
- 6 gennaio, beata Rita Lopes de Almeida, in religione Rita Amata di Gesù, fondatrice dell'Istituto di Gesù, Maria e Giuseppe[4]
- 13 marzo, beata Maria Rita Lópes Pontes de Souza Brito, detta Irmã Dulce, missionaria dell'Immacolata[4]
- 20 luglio, beata Rita Josefa Pujalte Sánchez, in religione "Rita della Vergine Addolorata", suora della Carità, martire a Canillejas[4]

## Persone

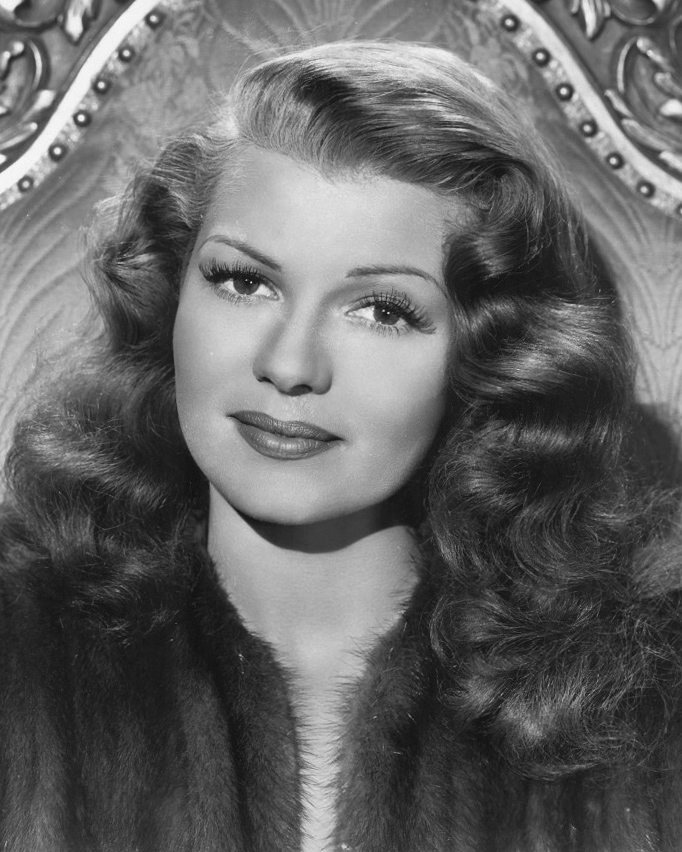
Rita Hayworth

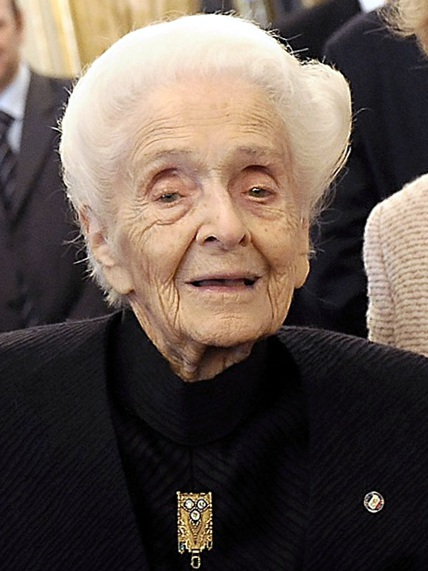
Rita Levi-Montalcini

- Rita da Cascia, religiosa e santa italiana
- Rita Atria, testimone di giustizia italiana
- Rita Baldini, doppiatrice italiana
- Rita Barberá, politica spagnola
- Rita Bernardini, politica italiana
- Rita Borsellino, politica italiana
- Rita Bottiglieri, atleta italiana
- Rita R. Colwell, microbiologa statunitense
- Rita Coolidge, cantante, compositrice e attrice statunitense
- Rita dalla Chiesa, conduttrice televisiva e giornalista italiana
- Rita Dove, poetessa e scrittrice statunitense
- Rita Hayworth, attrice e ballerina statunitense
- Rita Jolivet, attrice francese
- Rita Lee, cantante, musicista, attrice, scrittrice e conduttrice televisiva brasiliana
- Rita Levi-Montalcini, neurologa e senatrice a vita italiana
- Rita Mae Brown, scrittrice, poetessa e sceneggiatrice statunitense
- Rita Marcotulli, compositrice e pianista italiana
- Rita Montagnana, politica italiana
- Rita Moreno, attrice portoricana naturalizzata statunitense
- Rita Ora, cantante e attrice britannica
- Rita Pavone, cantante e attrice italiana naturalizzata svizzera
- Rita Pisano, politica italiana
- Rita Rusić, attrice e produttrice cinematografica italiana
- Rita Savagnone, attrice, doppiatrice e direttrice del doppiaggio italiana
- Rita Streich, soprano tedesco
- Rita Tushingham, attrice britannica
- Rita Verdonk, politica olandese
- Rita Wilson, attrice e produttrice cinematografica statunitense
- Rita Yahan-Farouz, cantante iraniana naturalizzata israeliana

## Il nome nelle arti

### Letteratura
- Rita è la protagonista della commedia di Eduardo De Filippo Il cilindro.
- Rita è un personaggio della fiaba di Gianni Rodari La torta in cielo.
- Rita è un personaggio degli Animaniacs.
- Rita è un personaggio del romanzo Fine di Fernanda Torres.
- Rita (detta Rituccia) è un personaggio della commedia di Eduardo De Filippo Il sindaco del rione Sanità.
- Rita Bennett è un personaggio del romanzo di Jeff Lindsay La mano sinistra di Dio e della serie televisiva Dexter
- Rita Skeeter è un personaggio della serie di romanzi e film Harry Potter, creata da J. K. Rowling.

### Cinema
- Rita la zanzara è un film del 1966 diretto da Lina Wertmüller.
- Rita, Rita, Rita è un film del 1983 diretto da Lewis Gilbert.
- Rita è un personaggio del film del 1993 Ricomincio da capo, diretto da Harold Ramis.
- Rita è un personaggio del ventisettesimo classico Disney "Oliver & company" del 1988.
- Rita è un personaggio del film del 2006 Giù per il tubo, diretto da David Bowers e Sam Fell.
- Rita D'Angelo è un personaggio del film del 1965 Rita, la figlia americana, diretto da Piero Vivarelli.
- Rita Watson è un personaggio del film del 1993 Sister Act 2 - Più svitata che mai, diretto da Bill Duke.
- Rita Escobar è il personaggio del film del 1999 Wild Wild West, diretto da Barry Sonnenfeld.
- Rita Levati Calzini è un personaggio del film del 2015 Italiano medio, diretto e interpretato da Maccio Capatonda.

### Musica
- Rita, ou Le mari battu è un'opera lirica di Gaetano Donizetti del 1841.
- Lovely Rita è una canzone dei Beatles pubblicata nel 1967.
- Following Rita è il titolo di una canzone dei Train.
- Rita è il titolo di una canzone di Massimo Ranieri (1968).
- Rita è il titolo di un brano di Marcel Khalife (1976)

### Televisione
- Rita Giordano è un personaggio della soap opera Un posto al sole.
- Rita Stapleton è un personaggio della soap opera Sentieri.
- Rita è una serie televisiva danese, distribuita da Netflix.
- Rita Loud è un personaggio della serie A casa dei Loud.